# Gilberte Lindemann
Gilberte Lindemann (Paris, 11 février 1913 - Paris, 19 novembre 1990) fut une résistante française, membre de Combat Zone Nord.
Avec sa belle-mère, Adzire Lindemann, Maurice Jubert, Thérèse Baton, Louis Durand et sa fille Geneviève, elle travaille au secrétariat du journal Les Petites Ailes de France, dans le faux cabinet d’assurances installé au 176 quai Louis-Blériot (XVIe) par Robert Guédon.
- 30 novembre 1941 : quand elle est arrêtée, en même temps que sa belle-mère Adzire Lindemann, les enquêteurs de la Geheime Feldpolizei proposent de la relâcher immédiatement, contre promesse d’une future coopération.
- Emprisonnée à Paris, elle est déportée à la prison de Sarrebruck, en vertu du décret Nacht und Nebel.
- 13 octobre 1943 : elle est condamnée à 3 ans de travaux forcés par le 2e sénat du Volksgerichtshof.

Gilberte survit aux bagnes de Lübeck et de Cottbus et aux camps de Ravensbrück et de Mauthausen.

## Sources
- Archives Nationales.
- Musée de la Résistance et de la Déportation de Besançon.
- BDIC (Nanterre).